# Dissenter
Dissenter – polska grupa muzyczna wykonująca brutal death metal. Powstała pod koniec 1996 roku tuż po rozwiązaniu grupy Bloodlust w składzie z muzykami zanymi jako "Siwy" (gitara elektryczna), "Młody" (perkusja), "Garbaty" (gitara basowa, śpiew) oraz "Heter" (gitara elektryczna).
W 1997 roku zespół zarejestrował pierwsze demo zatytułowane Moral Insanity. Niedługo potem do grupy dołączył wokalista "Maniac", w nowym składzie muzycy zrealizowali kolejne demo zatytułowane Dissenter II wydane nakładem Seven Gates Of Hell. Na początku 1999 roku wytwórnia Novum Vox Mortis wydała split album zatytułowany Disco's Out, Slaughter's In na której znalazły się nagrania z demo Dissenter II.
Latem 1999 roku muzycy zarejestrowali debiutancki album zatytułowany Bloodlust & Blasphemy. W międzyczasie grupa koncertuje, między innymi bierze udział w drugiej edycji festiwalu Obscene Extreme. Debiut grupy ukazał się w 2000 roku, w celach promocyjnych zrealizowano również teledysk do utworu "For Kill My Pain". W 2001 roku grupa w składzie "Garbaty", "Heter" i "Młody" przystąpiła do prac na drugim albumem zatytułowanym Apocalypse Of The Damned. Wydawnictwo ukazał się w 2002 roku nakładem Empire Records.
Trzeci album zespołu zatytułowany Contamination ukazał się w 2003 roku. W europie nagrania wydała oficyna Cold Blood Industries, natomiast w Polsce album został wydany ponownie przez Empire Records. W 2005 roku do sprzedaży trafiła czwarta płyta formacji pt. Furor Arma Ministrat. Wkrótce potem zespół zaprzestał działalności.

## Dyskografia
Albumy studyjne
- 2000 Bloodlust & Blasphemy
- 2002 Apocalypse Of The Damned
- 2003 Contamination[2]
- 2005 Furor Arma Ministrat[3]

Dema
- 1997 Moral Insanity
- 1998 Dissenter II

Kompilacje
- 1999 Disco's Out, Slaughter's In